# 鴨稻共生

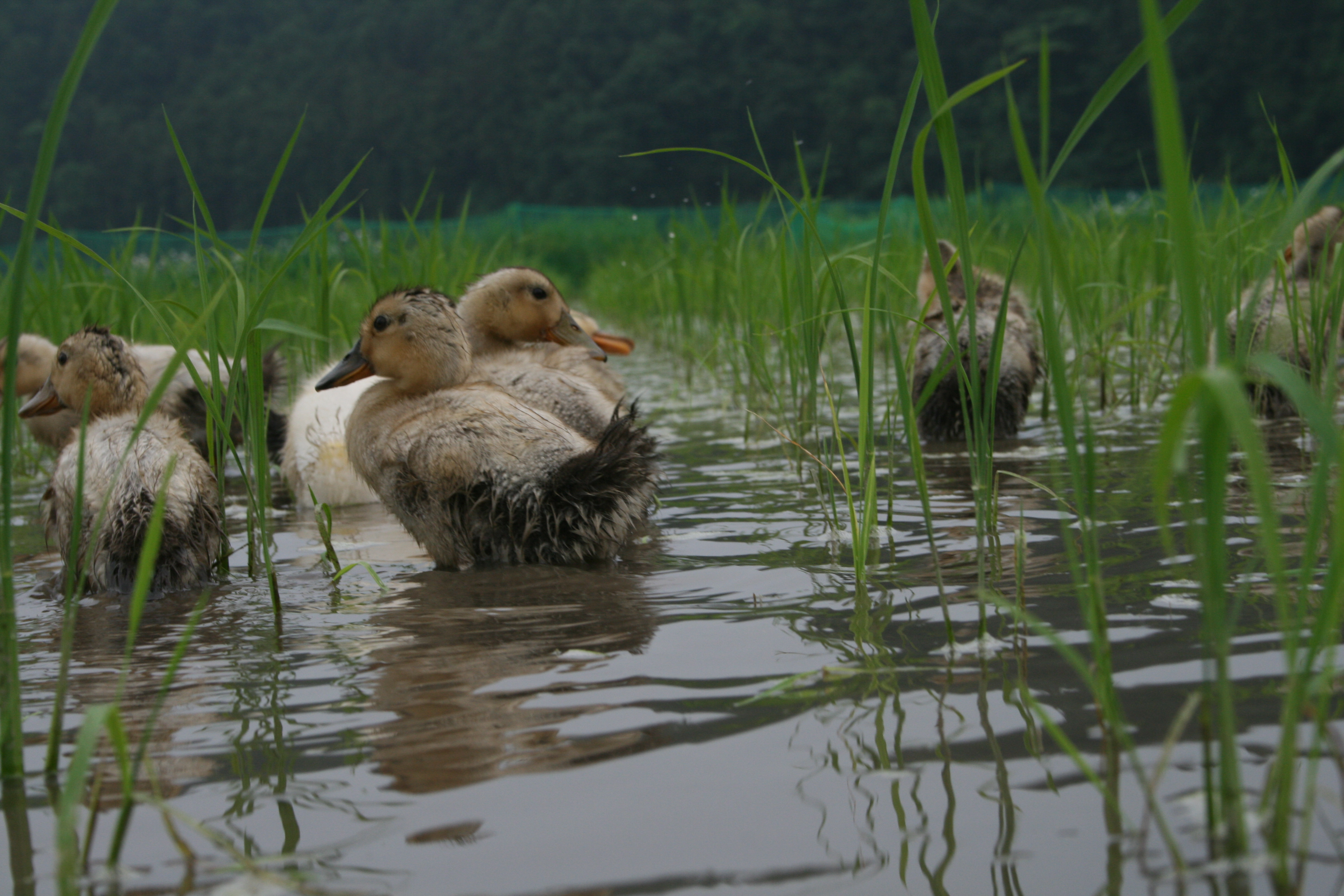
合鴨農法

鴨稻共生，是指將養家鴨和耕稻同時進行的有機農業方法。也可稱之為稻鴨農法，養耕共生的種類之一，類似魚菜共生。此方法已經實踐千年以上，並登錄全球重要農業文化遺產，在水稻生長期間放牧鴨群，這種放牧方式稱為「放青」，把這些鴨稱為「中耕鴨」，相對「放青」在水稻收穫期間放養鴨群稱為「放埠」，鴨隻則稱「放埠鴨」；臺灣早期養鴨人家利用稻作收成由南至北收穫的特性，游牧菜鴨或蘆鴨，此方式稱為「逃冬」、「淘冬」或「討冬」，鴨隻則稱「淘冬鴨」，此趕鴨人家與養蜂人家，同為臺灣農業的遊牧民族。稻鴨共生在農藥氾濫後式微，90年代初期為處理福壽螺入侵物種問題，包括臺灣在內的東南亞國家地區，以鴨、魚或昆蟲來生物防治福壽螺，而以養鴨效果最佳，此法因此慢慢有復興趨勢。
在21世記初，一些臺灣人嚮往傳統有機耕作產品，由日本引進了鴨稻共生，使用的合鴨是雜交自綠頭野鴨、台灣白菜鴨、北京鴨、和法國正番鴨。合鴨體型大，約3.5公斤，瘦肉多，不善飛行，抗病力強、活動力佳，有不吃禾本科特性，雜食習性（能除草、滅蟲）。支持此農法的人宣稱稻田內的雜草、害蟲便可作為鴨子的食物，不用除草劑和殺蟲劑；鴨子的排泄物可作農作物肥料，不用化學肥；鴨子在活動時，可幫助根部吸收肥料、氧氣。然而保育工作者劉克襄指出所謂的鴨稻共生只是另外圈養幾隻鴨做樣子，用網路宣傳，獲取暴利，傳統的稻農因為種稻辛勤，無暇再養鴨，是另有遊牧的養鴨人，而非固定養在田裡。
現時，台灣、日本、越南和中國大陸等地的農民都有採用。

## 外部連結
相關圖片：
- 流れゆく日々:合鴨農法
- Rice-Duck (AIGAMO) Farming